# Herculaneum, Missouri
Herculaneum är en stad i Jefferson County i Missouri. Vid 2010 års folkräkning hade Herculaneum 3 468 invånare.